# 日ノ出町駅
日ノ出町駅（ひのでちょうえき）は、神奈川県横浜市中区日ノ出町にある、京浜急行電鉄本線の駅である。駅番号はKK39。

## 歴史
当駅は、京急の前身である京浜電気鉄道と湘南電気鉄道が直通運転を実施するために、横浜駅 - 当駅を京浜電気鉄道が、当駅 - 黄金町駅を湘南電気鉄道が建設した際の接続駅として京浜電気鉄道の手により開業した。
かつては急行停車駅であったが、1999年7月31日のダイヤ改正にて本線の京急蒲田以南、逗子線の新逗子以北の急行廃止以降は普通のみが停車していた。しかし、2010年5月16日のダイヤ改正にて新設されたエアポート急行の停車駅となり、11年ぶりに優等列車が停車するようになった。

### 年表
- 1931年（昭和6年）12月26日 - 開業。
- 1999年（平成11年）7月31日 - 白紙ダイヤ改正により、普通のみの停車駅となる。
- 2010年（平成22年）5月16日 - ダイヤ改正により新設されたエアポート急行の停車駅となる。
- 2020年（令和2年）3月14日 - 副駅名に野毛山動物園が追加される[1][2]。
- 2022年（令和4年）6月18日 - ホームドアの使用を開始[3]。

### 駅名の由来
地名から採ったもの。1871年久良岐郡太田村の町屋が整った場所に日ノ出町を設置した。町名の由来は佳名を採った瑞祥地名である。

## 駅構造
有効長8両編成分の相対式ホーム2面2線を有する高架駅である。改札口は1か所であり、日ノ出町交差点側とバス停側に出ることが可能である。
ユニバーサルデザインの一環として京急の多くの駅にエレベーターが設置される以前から、当駅にはエレベーターが設置されている。
1番線ホームには近隣の野毛山動物園の下車駅である旨を案内する柱があり、2番線ホームには三浦半島のタイルアートが設置されている。
横浜駅から当駅付近にかけて制限速度40 - 70km/hの曲線が連続し、通過する列車も減速しながら駅に進入する。曲線上にホームが設置されているため、下り線はホームと電車の間が広く開いている。そのため、車掌により注意喚起が行われる。加えて安全確認のため、下りホームには戸閉合図表示灯が設置されている。
至近に場外馬券売場「WINS横浜」がある。このため競馬開催日にはWINS来場客で混雑し、上下ホームで複数の駅員が安全確認のために立哨し対応にあたる。WINS横浜から帰宅する旅客が増える夕方前後には、改札前にて横浜駅までの常備券のみを手売りする臨時出札口が設けられる。

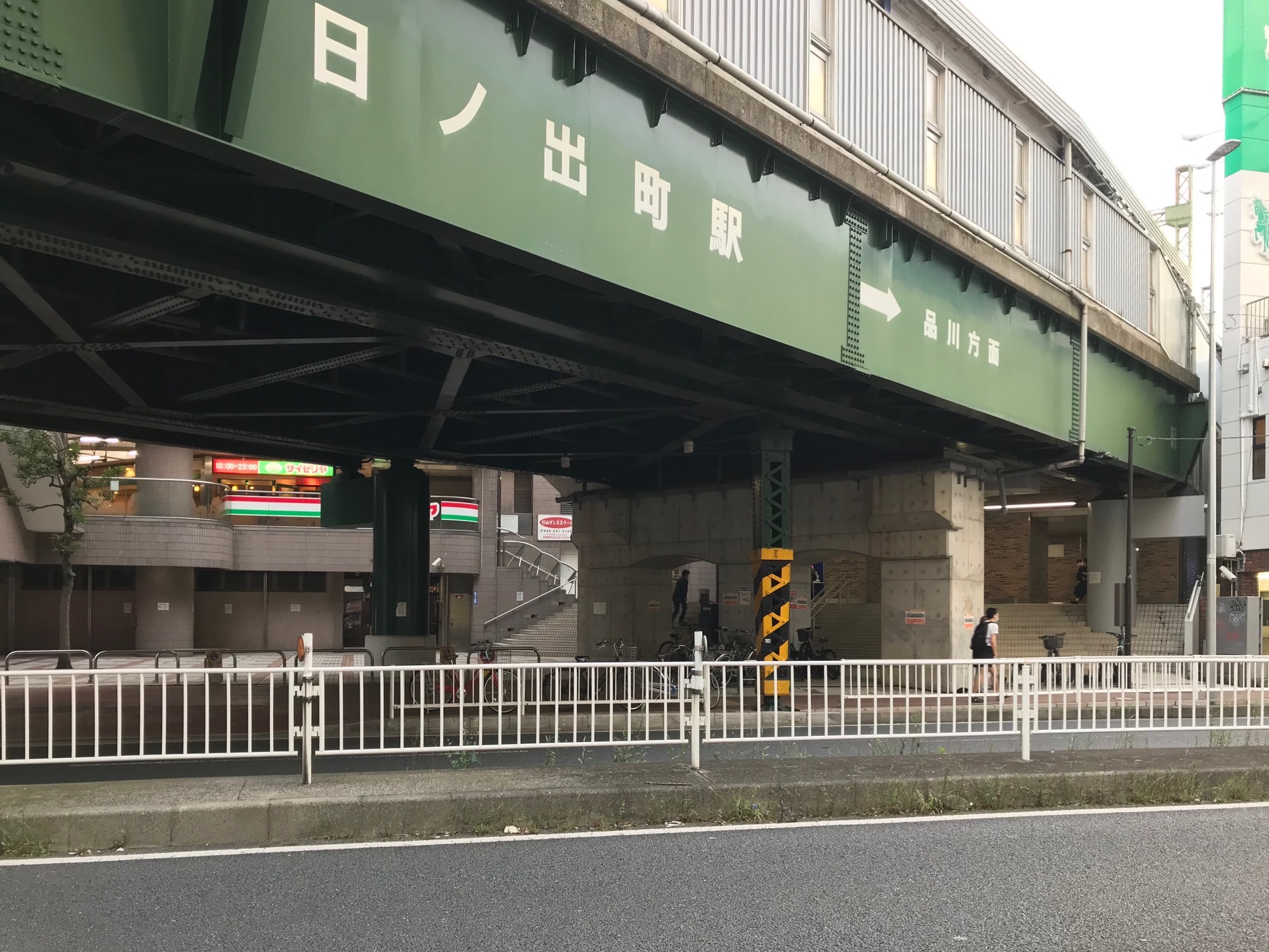
道路側から見た日ノ出町駅（2020年5月31日）
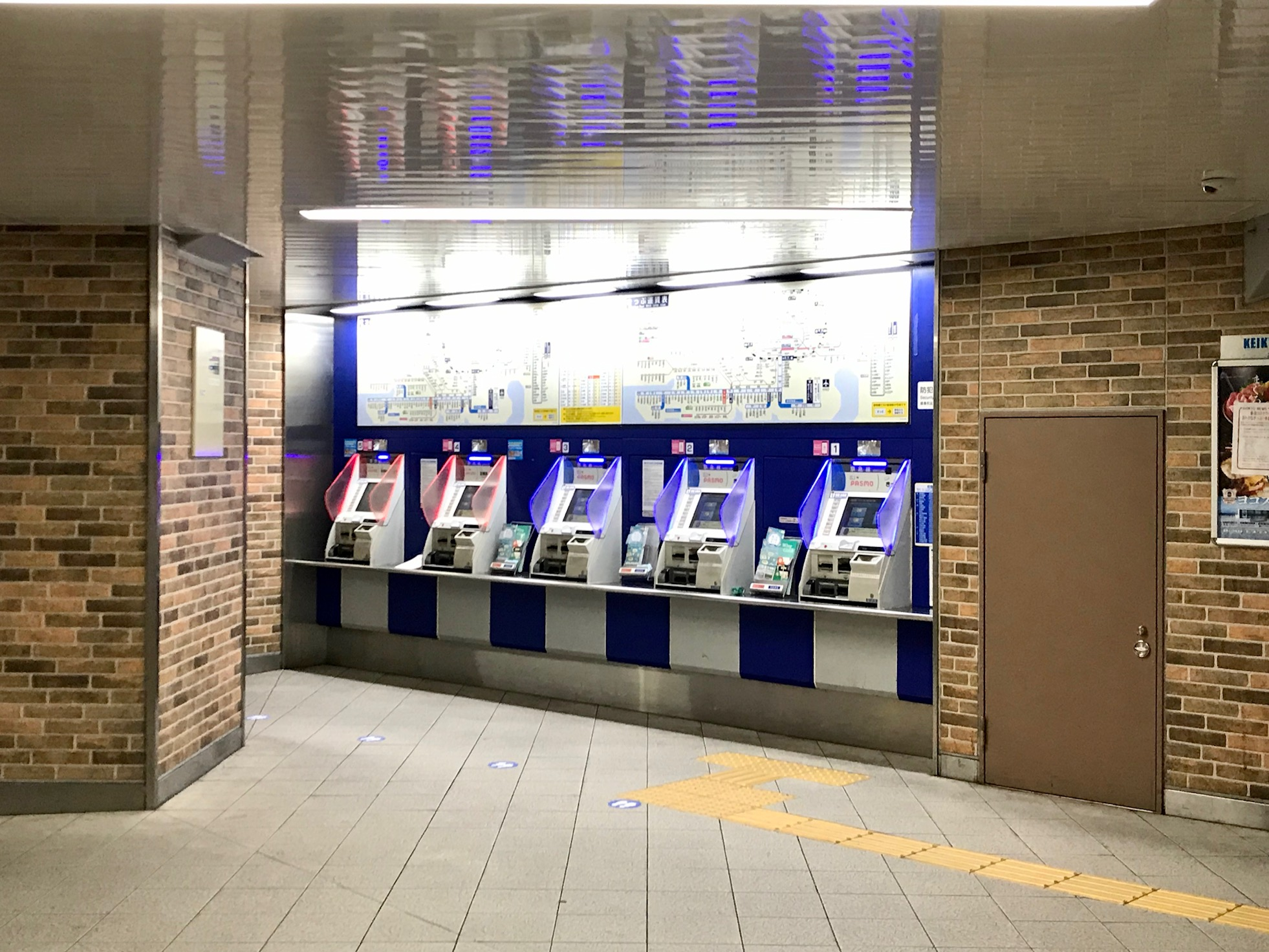
券売機（2020年5月31日）
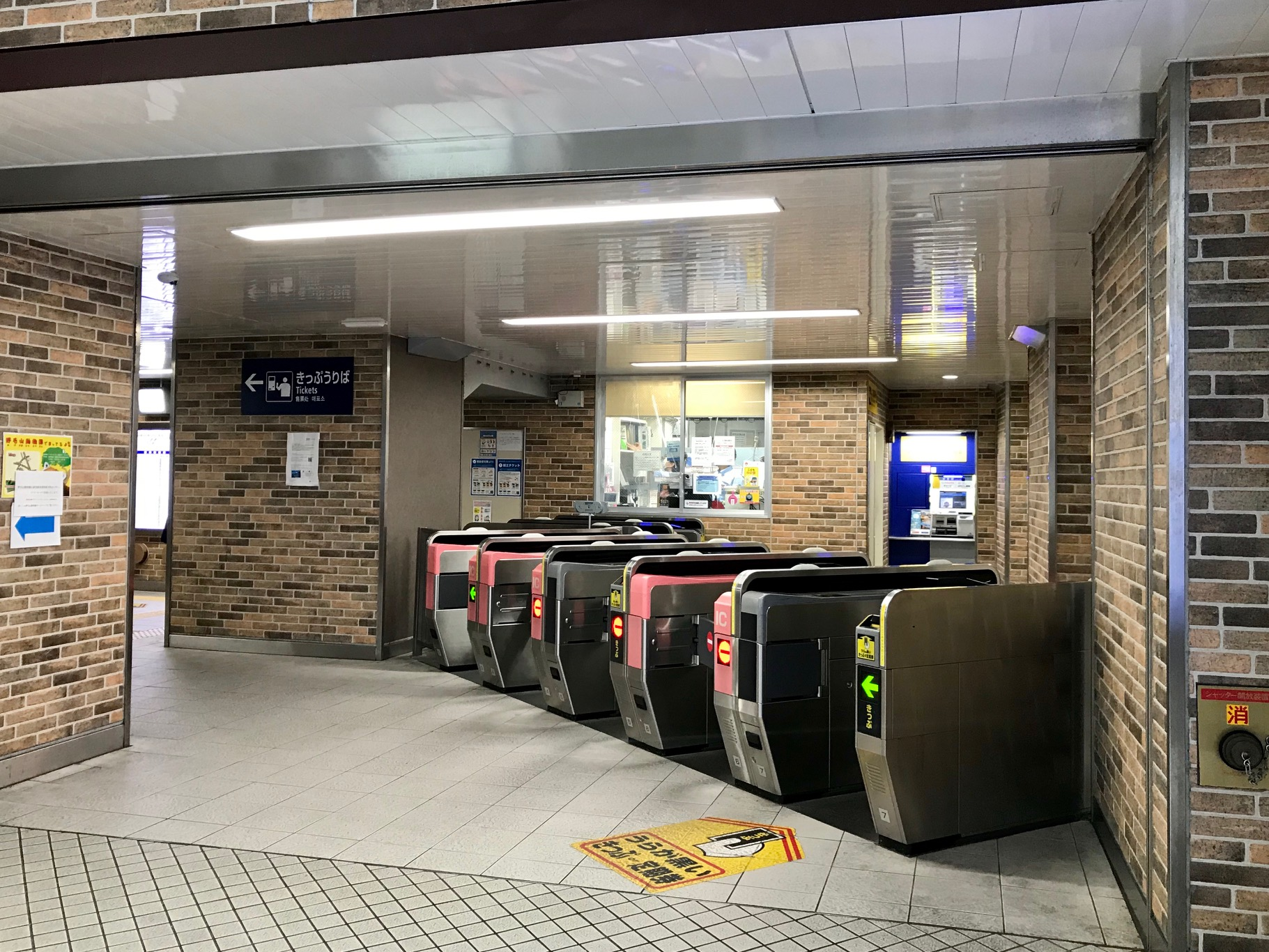
改札（2020年5月31日）
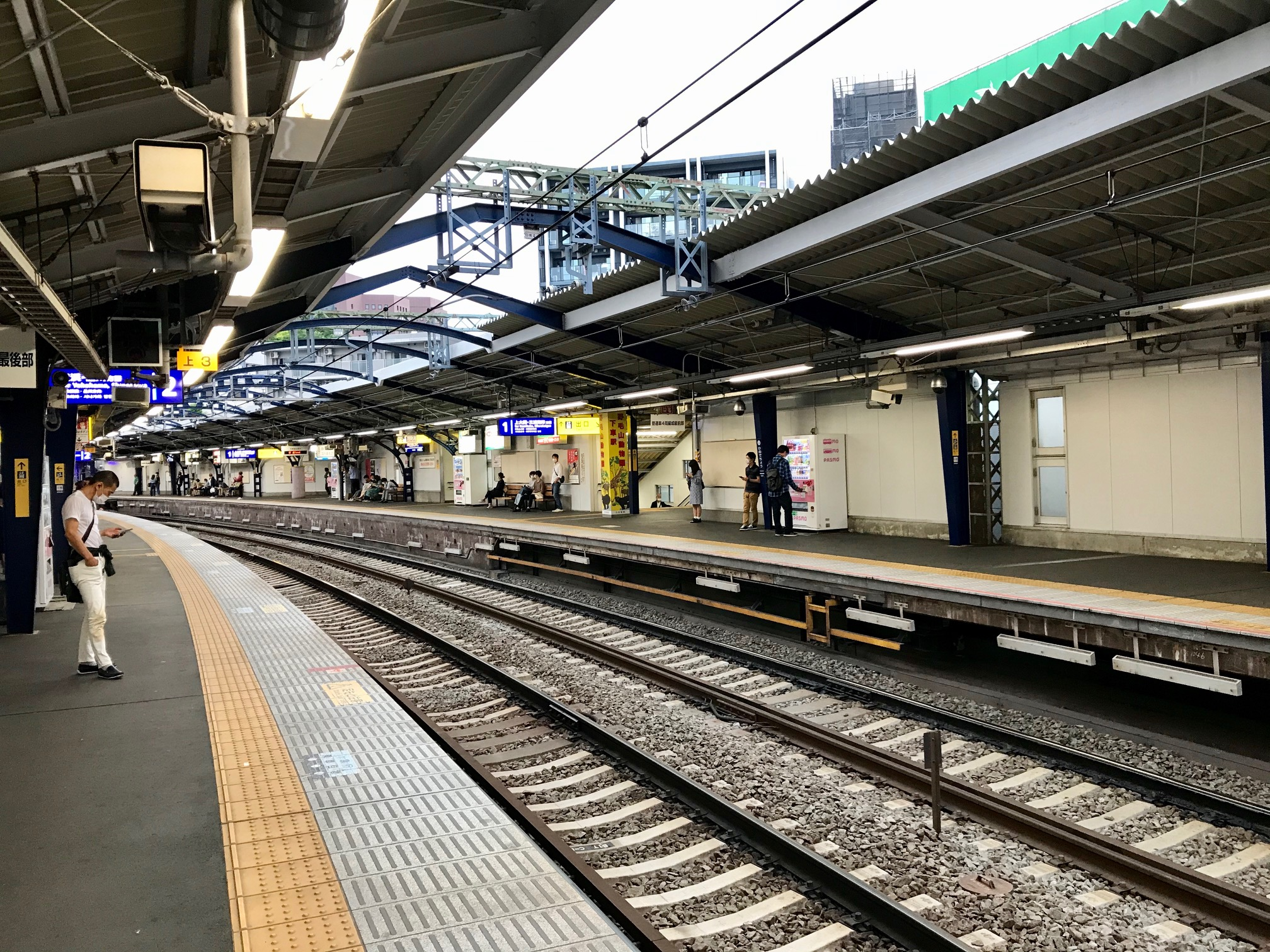
2番線側から見たホーム（2020年5月31日）※ホームドア設置前
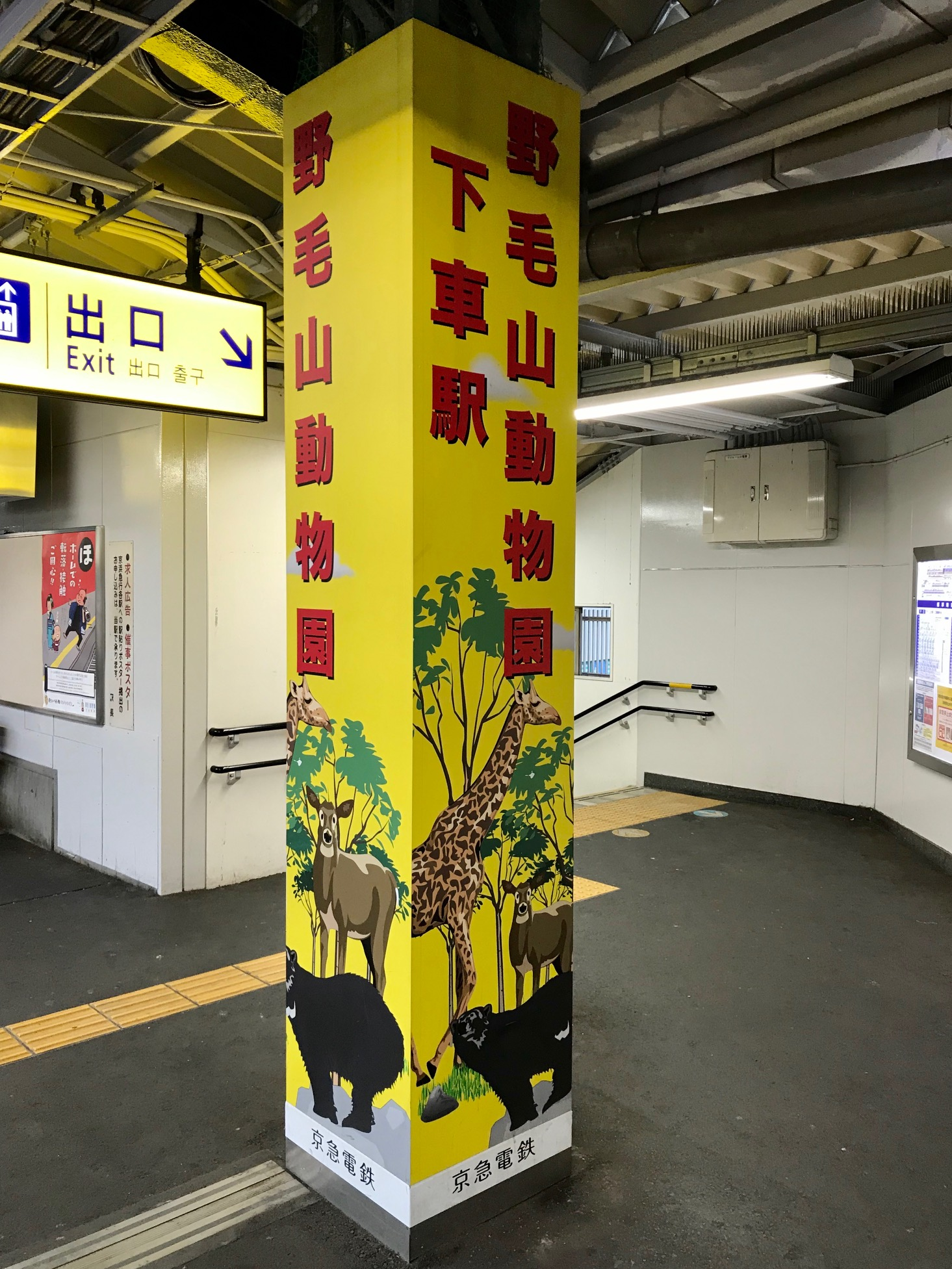
1番線の野毛山動物園案内（2020年5月31日）
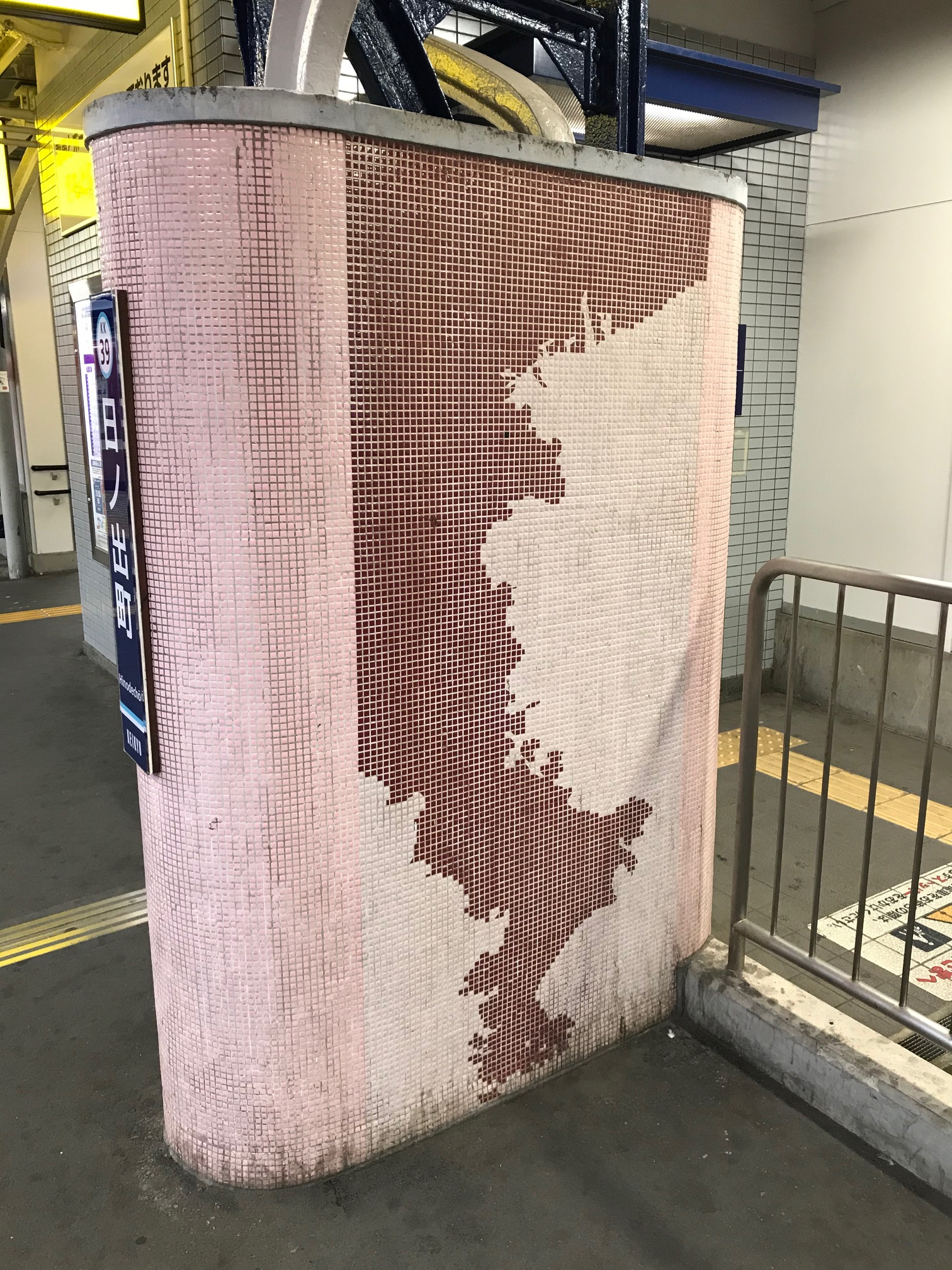
2番線のタイルアート（2020年5月31日）

### のりば
| 番線 | 路線 | 方向 | 行先                 |
| ---- | ---- | ---- | -------------------- |
| 1    | 本線 | 下り | 上大岡・三浦海岸方面 |
| 2    | 本線 | 上り | 横浜・品川方面       |

## 利用状況
横浜市統計書によると2022年度の1日平均乗降人員は24,460人（乗車人員：12,161人、降車人員：12,299人）である。
2020年度の1日平均乗降人員は20,499人であり、京急線全72駅中23位。
近年の1日平均乗降人員と乗車人員の推移は下表の通り。
| 年度               | 1日平均 乗降人員 | 1日平均 乗車人員 | 出典     |
| ------------------ | ---------------- | ---------------- | -------- |
| 1980年（昭和55年） |                  | 15,230           |          |
| 1981年（昭和56年） |                  | 15,625           |          |
| 1982年（昭和57年） |                  | 15,942           |          |
| 1983年（昭和58年） |                  | 16,096           |          |
| 1984年（昭和59年） |                  | 15,307           |          |
| 1985年（昭和60年） |                  | 15,236           |          |
| 1986年（昭和61年） |                  | 15,386           |          |
| 1987年（昭和62年） |                  | 15,481           |          |
| 1988年（昭和63年） |                  | 15,712           |          |
| 1989年（平成元年） |                  | 15,953           |          |
| 1990年（平成02年） |                  | 16,868           |          |
| 1991年（平成03年） |                  | 16,899           |          |
| 1992年（平成04年） |                  | 17,200           |          |
| 1993年（平成05年） |                  | 17,345           |          |
| 1994年（平成06年） |                  | 17,403           |          |
| 1995年（平成07年） |                  | 17,061           | [ * 1 ]  |
| 1996年（平成08年） |                  | 16,370           |          |
| 1997年（平成09年） |                  | 15,806           |          |
| 1998年（平成10年） |                  | 15,847           | [ * 2 ]  |
| 1999年（平成11年） |                  | 14,946           | [ * 3 ]  |
| 2000年（平成12年） | 30,766           | 14,804           | [ * 3 ]  |
| 2001年（平成13年） | 30,483           | 14,730           | [ * 4 ]  |
| 2002年（平成14年） | 30,198           | 14,603           | [ * 5 ]  |
| 2003年（平成15年） | 30,500           | 14,789           | [ * 6 ]  |
| 2004年（平成16年） | 30,791           | 14,969           | [ * 7 ]  |
| 2005年（平成17年） | 30,199           | 14,642           | [ * 8 ]  |
| 2006年（平成18年） | 30,249           | 14,618           | [ * 9 ]  |
| 2007年（平成19年） | 29,447           | 14,456           | [ * 10 ] |
| 2008年（平成20年） | 29,315           | 14,561           | [ * 11 ] |
| 2009年（平成21年） | 28,921           | 14,329           | [ * 12 ] |
| 2010年（平成22年） | 27,876           | 13,776           | [ * 13 ] |
| 2011年（平成23年） | 27,056           | 13,387           | [ * 14 ] |
| 2012年（平成24年） | 26,652           | 13,132           | [ * 15 ] |
| 2013年（平成25年） | 26,708           | 13,150           | [ * 16 ] |
| 2014年（平成26年） | 26,753           | 13,165           | [ * 17 ] |
| 2015年（平成27年） | 27,629           | 13,614           | [ * 18 ] |
| 2016年（平成28年） | 27,991           | 13,780           | [ * 19 ] |
| 2017年（平成29年） | 28,391           | 13,971           | [ * 20 ] |
| 2018年（平成30年） | 28,814           | 14,187           | [ * 21 ] |
| 2019年（令和元年） | 28,482           | 14,025           | [ * 22 ] |
| 2020年（令和02年） | 20,499           | 10,135           |          |

## 駅周辺
駅周辺の様子は東西で大きく異なる。駅のすぐ西側（野毛山側）は西区東ケ丘であり、住宅街が広がる。他方、東側には繁華街が広がり、伊勢佐木町や野毛地区も近い。2015年3月、駅前通りの向かい側に、店舗も含まれた22階建てのタワーマンションが竣工し、駅前の景観は大きく変わった。
隣接する黄金町駅にかけての高架下では2018年春、京急が飲食や宿泊、水上レジャーなどの機能を備えた複合施設を開業した。
- 東日本旅客鉄道（JR東日本）・横浜市交通局（横浜市営地下鉄）桜木町駅
- 横浜日之出町郵便局
- 横浜市立本町小学校
- 横浜市立東小学校
- 横浜市立老松中学校
- 大岡川
  - 長者橋
- 野毛山不動尊成田山横浜別院
- 伊勢山皇大神宮
- 吉田新田天神山土取の碑
- 美空ひばり像
- 長谷川伸の碑
- みなとみらい21
- 野毛山公園
  - 野毛山動物園
  - 中村汀女句碑
- 横浜市中央図書館
- 横浜マンダリンホテル
- 神奈川県立図書館
  - 神奈川県立青少年センター
  - 神奈川県立音楽堂
- WINS横浜
- 野毛大道芸開催地
- 横浜にぎわい座
- イセザキモール
- 神奈川銀行本店・横浜橋通支店（店舗内同居）
- 前進社神奈川支社
- 横浜光音座
- 横浜ロック座

## バス路線
駅前にバスターミナルはなく、周辺に日ノ出町駅前・日ノ出町一丁目バス停がある。横浜市営バスおよびフジエクスプレスの路線が発着する。なお、日ノ出町駅前・日ノ出町一丁目は同一のバス停である。
| 乗り場 | 系統 | 経由               | 行先                              | 事業者             | 備考                              |
| ------ | ---- | ------------------ | --------------------------------- | ------------------ | --------------------------------- |
| 1      | 156  |                    | 桜木町駅 パシフィコ横浜           | ●市営              |                                   |
| 2      | 156  | 吉野町駅前         | 滝頭                              | ●市営              |                                   |
| 3      | 134  |                    | 桜木町駅                          | 〇フジエクスプレス |                                   |
| 4      | 103  | 伊勢佐木町・山元町 | 根岸台 根岸駅 本牧車庫 市電保存館 | ●市営              |                                   |
| 4      | 134  | みなと赤十字病院   | 本牧元町循環 大鳥中学校           | 〇フジエクスプレス | 大鳥中学校行きは深夜に1本のみ運行 |
| 5      | 89   |                    | 一本松小学校                      | ●市営              | ぶらり野毛山動物園BUS             |
| 5      | 103  | 御所山             | 横浜駅前                          | ●市営              |                                   |
| 5      | 292  | 御所山             | 浅間町車庫                        | ●市営              |                                   |

## 隣の駅
京浜急行電鉄
 本線
■快特・■特急
通過
■急行
横浜駅 (KK37) - 日ノ出町駅 (KK39) - 井土ヶ谷駅 (KK42)
■普通
戸部駅 (KK38) - 日ノ出町駅 (KK39) - 黄金町駅 (KK40)